# افرايم وليامز
افرايم وليامز (بالإنجليزية: Ephraim Williams)‏ هو جندي أمريكي، ولد في 7 مارس 1715 في نيوتن في الولايات المتحدة، وتوفي في 8 سبتمبر 1755 في ليك جورج في الولايات المتحدة.